# Libyen
Libyen (arabiska: ليبيا Lībiyā), formellt Staten Libyen (arabiska: دولة ليبيا Dawlat Lībiyā) är en stat i Nordafrika. Libyen är beläget mellan Egypten i öst, Sudan i sydost, Tchad och Niger i syd, Algeriet och Tunisien i väst och Medelhavet i norr med ön Malta som närmaste land. Med en areal omfattande nästan 1,8 miljoner kvadratkilometer, varav 90 procent är öken, är Libyen Afrikas fjärde största land till ytan och det sextonde största i världen. Huvudstaden Tripoli hyser ca 1,2 miljoner av Libyens ca 6,87 miljoner invånare. De tre traditionella delarna av landet är Tripolitanien, Fezzanöknen och Cyrenaika.
Libyska arabrepubliken som bildades 1969 leddes av överste Muammar al-Gaddafi till 2011. Hans utrikespolitik ledde ofta till konflikt med västvärlden och regeringar i andra afrikanska länder. Under 2000-talets första årtionde övergav emellertid Libyen officiellt sina anspråk på kärnvapenanskaffning, och landet började närma sig Västvärlden, både politiskt och ekonomiskt.
Libyen hade den fjärde högsta bruttonationalprodukten per capita i Afrika efter Seychellerna, Botswana och Sydafrika. Detta berodde till stor del på dess stora petroleumreserver och ringa folkmängd.
Från februari 2011, då ett uppror mot regimen startade, förlorade al-Gaddafi kontrollen över en allt större del av landet. Som en följd av inbördeskriget kom landet i augusti 2011 under Nationella övergångsrådets kontroll, och Förenta Nationerna (FN) erkände Nationella övergångsrådet som landets legitima företrädare. Trots val och försök att skapa en fungerande stat föll Libyen ned i politiskt kaos, och från 2014 till 2020 rådde åter inbördeskrig. I oktober 2020 nåddes en överenskommelse om vapenvila, men den har varit skör och fredsprocessen svår.

## Etymologi
Namnet Libyen är inhemskt (det vill säga berbiskt), som finns belagt i fornegyptiska texter som , R'bw ’Libu’, vilket syftar på en av de berbiska stammarna som levde väster om Nilen. Enligt historikern Herodotos kallades i äldre tider allt land väster om Egypten ”Libyen” och var helt omflutet av vatten. På grekiska kallades stammen Libyes och deras land blev Libya. I antikens Grekland hade ordet en vidare betydelse – det inbegrep hela Nordafrika väster om Egypten. Senare, vid tiden för Ibn Khaldun, kallades samma stora stam Lawata.

## Historia
Arkeologiska fynd tyder på att Libyens kustslätt så tidigt som 7000-talet f.Kr. var bebodd av ett neolitiskt folk som hade kunskaper om boskapsskötsel och växtodling.

### Den feniciska, grekiska och romerska epoken
Det område som idag är känt som Libyen behärskades senare av en följd olika folk. Fenicierna, grekerna, romarna, vandalerna och bysantinerna innehade hela eller delar av området. Grekerna och romarna efterlämnade ruiner i Kyrene, Leptis Magna och Sabratha, men i övrigt återstår lite av dessa forntida kulturer.

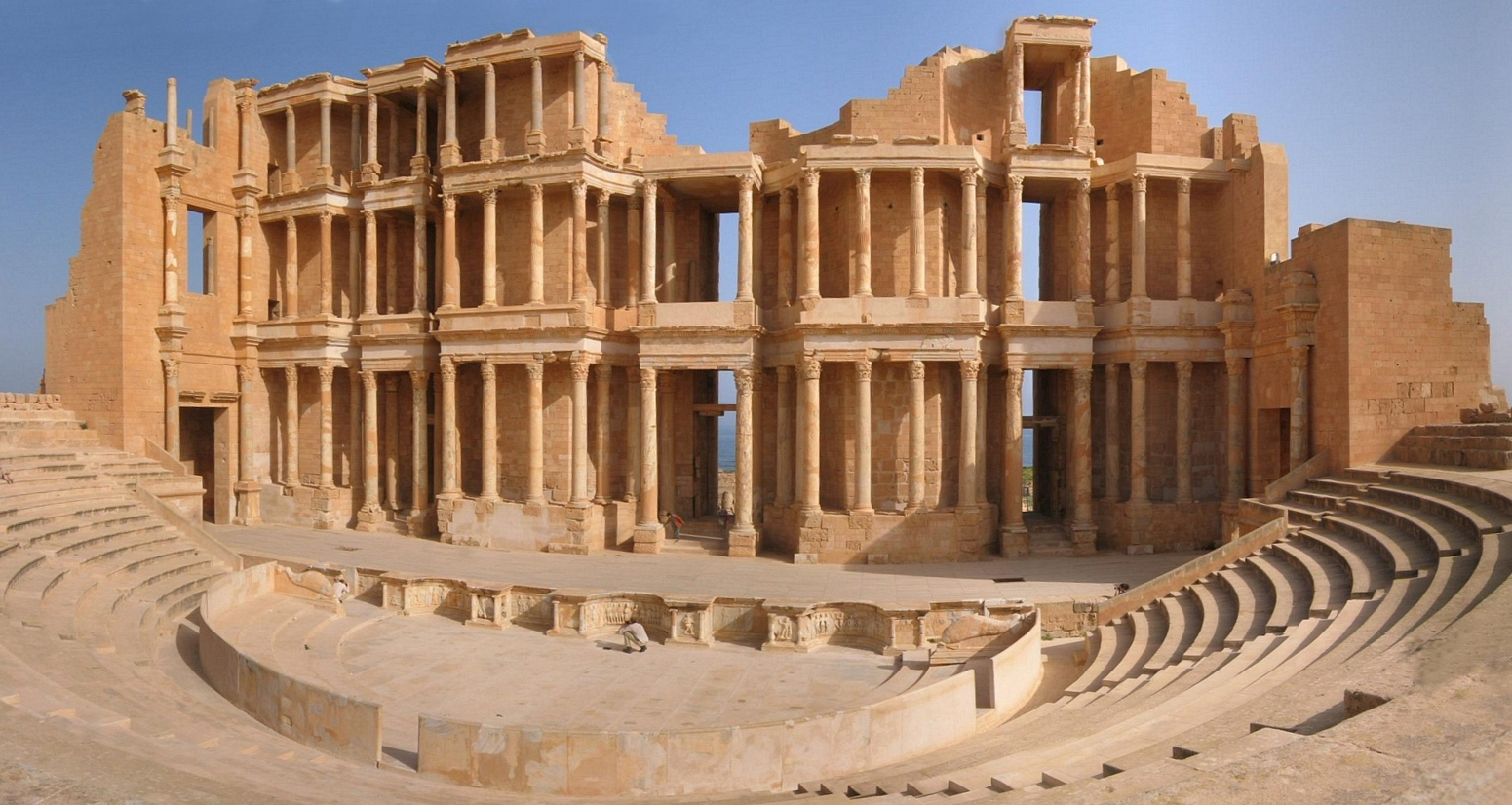
Ruiner av teatern i den romerska staden Sabratha, väster om Tripoli

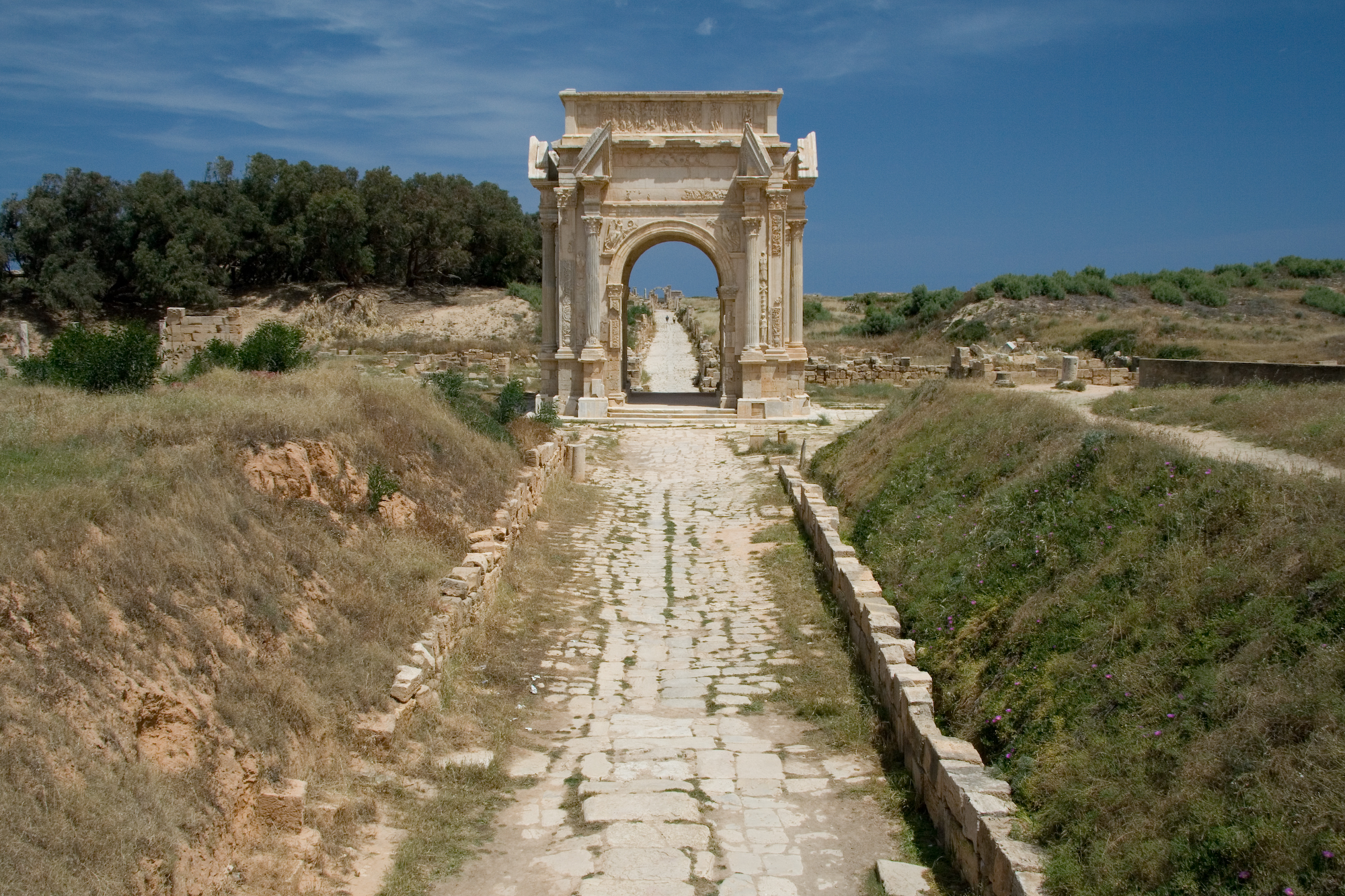
Triumfbåge efter den romerske kejsaren Septimius Severus (146–211 e.Kr.) i Leptis Magna

Fenicierna var först med att upprätta handelsstationer i Libyen, när köpmän från Tyros (i nuvarande Libanon) utvecklade handelsförbindelser med berberstammarna och slöt fördrag med dem för att försäkra sig om deras samarbete i utvinning av råmaterial. Vid 400-talet f.Kr. hade Karthago, den främsta av de feniciska kolonierna, utsträckt sin hegemoni över stora delar av Nordafrika, där det uppstod en distinkt civilisation, den så kallade puniska. Puniska bosättningar vid Libyens kust var bland andra Oea (Tripoli), Libdah (Leptis Magna) och Sabratha. Alla dessa låg i ett område som senare kallades Tripolitanien, eller "Tre städer". Libyens nuvarande huvudstad Tripoli har fått sitt namn från detta.
Grekerna erövrade östra Libyen när, enligt traditionen, emigranter från den överbefolkade ön Thera beordrades av oraklet i Delfi att söka sig ett nytt hem i Nordafrika. År 631 f.Kr. grundade de staden Kyrene. Inom 200 år hade ytterligare fyra viktiga grekiska städer upprättats i området: Barka (Al Marj); Euhesperides (senare Berenike, dagens Benghazi), Teuchira (senare Arsinoe, dagens Tukrah) och Apollonia (Susah), Kyrenes hamnstad. Tillsammans med Kyrene var dessa kända som Pentapolis (Fem städer).
Perserna erövrade östra Libyen under Kambyses II och området stod under akemenidiskt styre i 200 år. Romarna förenade båda regionerna i Libyen, och i över 400 år var Tripolitania och Cyrenaica välmående romerska provinser. Romerska ruiner, såsom de i Leptis Magna, vittnar om regionens vitalitet där både folkrika och små städer åtnjöt stadslivets bekvämligheter. Köpmän och hantverkare från många delar av den romerska världen etablerade sig i Nordafrika, men Tripolitaniens städer behöll sin puniska karaktär och Cyrenaikas städer sin grekiska.

### Den arabiska och turkiska epoken
Libyen var en av det bysantinska rikets utposter fram till den arabiska invasionen på 600-talet. Men det var inte förrän på 1000-talet som araberna företog någon nämnvärd kolonisering och islamsk religion och kultur började vinna insteg. De första 1000 åren under islamskt styre var landet uppdelat i två regioner: Tripolitanien som styrdes från det närbelägna Tunisien, medan Cyrenaika snarast kunde betraktas som ett egyptiskt område. Någon organiserad regering fanns knappast och utanför kuststäderna var beduinstammarna nästan helt självständiga. Under de följande århundradena antog många av de inhemska folken islam och även det arabiska språket och kulturen. Osmanska turkar erövrade landet vid mitten av 1500-talet. De turkiska osmanerna delade upp landet i tre stater. Dessa kom under deras styre att kallas för "vilâyet" och fick namnen Tripolitanien, Cyrenaika och Fezzan (som tillsammans utgör dagens Libyen) förblev delar av deras imperium med undantag för den verkliga autonomin under Karamanlidynastin. Karamanlidynastin härskade från 1711 till 1835 och då främst i Tripolitanien, men hade vid mitten av 1700-talet även inflytande i Cyrenaika och Fezzan. Detta utgjorde en första glimt i den senare historia av det förenade självständiga Libyen som skulle framträda två århundraden senare.

### Modern historia fram till Gaddafi
Återföreningen skedde dock genom en invasion (italiensk-turkiska kriget 1911–1912) och ockupationen som började 1911 när Italien samtidigt gjorde de tre regionerna till kolonier. Det italienska styret varade mellan 1911 och 1943. Efter kriget 1911–12 mellan Turkiet och Italien ockuperade italienarna Tripolitanien och Cyrenaika, men fick, i likhet med turkarna, problem med senusierna. Först sedan senusiernas ledare Sisi Umar al-Mukhtar tagits till fånga och avrättats 1931 kunde italienarna besätta Libyen. På 1930-talet slog sig tusentals italienska bosättare ner i Tripolitanien och Cyrenaika, men andra världskrigets utbrott hejdade fortsatt kolonisation. Italien antog 1934 namnet "Libyen" som officiellt namn för kolonin (som bestod av provinserna Cyrenaika, Tripolitanien och Fezzan). Kung Idris I, Emir av Cyrenaika, ledde det libyska motståndet mot den italienska ockupationen mellan de två världskrigen. Det italienska styret blev extremt brutalt och befolkning halverades genom svält, flykt eller genom att de blev dödade av kolonialmakten. Under Mussolinis regeringstid hårdnade förföljelsen av befolkningen med införande av koncentrationsläger och repression av folkmordskaraktär. Gränsen till Egypten spärrades av med ett 320 kilometer långt taggtrådshinder.
Under andra världskriget blev Libyen ett slagfält i ökenkriget, när britterna försökte hindra tyskar och italienare att tränga in i Egypten och ta Suezkanalen. 1943 trängde den brittiska 8:e armen ut tyskarna och italienarna ur Libyen.
Libyen blev under kriget besatt av Storbritannien och Frankrike. Libyen hade varit skådeplats för de flesta pansarslagen under ökenkriget och det fattiga landets huvudnäring direkt efter kriget var export av metallskrot från de många utslagna pansarfordonen som lämnats kvar. Från 1943 till 1951 administrerades Tripolitanien och Cyrenaika av Storbritannien, medan Frankrike kontrollerade Fezzan. Idris återvände 1944 från exil i Kairo, men avböjde att bosätta sig permanent i Cyrenaika förrän vissa aspekter av utländsk kontroll avlägsnades 1947. Enligt villkoren för 1947 års fredsavtal med de allierade gav Italien upp alla anspråk på Libyen.

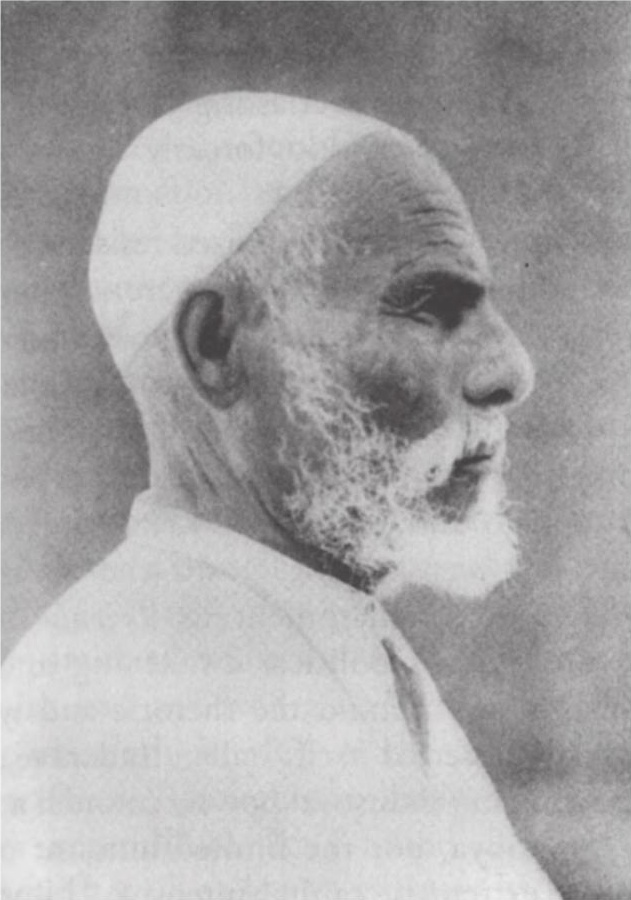
Omar Mukhtar (1858–1931) var ledaren för det libyska upproret mot den italienska ockupationen.

Den 21 november 1949 antog FN:s generalförsamling en resolution som sade att Libyen skulle bli självständigt före 1 januari 1952. Idris representerade Libyen i de följande FN-förhandlingarna. Den 24 december 1951 utropade Libyen sin självständighet som Förenade Kungariket Libyen, en konstitutionell ärftlig monarki under kung Idris.
Idris I var ledare för en islamisk orden, Sanusiya.
Upptäckten av betydande oljereserver 1959 och den därpå följande inkomsten av petroleumförsäljning gjorde det möjligt för en av världens fattigaste nationer att upprätta en extremt välbärgad stat. Fastän oljan drastiskt förbättrade den libyska regeringens finanser började folkligt missnöje byggas upp mot den tilltagande koncentrationen av landets rikedomar i händerna på kung Idris och landets elit. Detta missnöje fortsatte att stegras när nasserism och arabnationalism spreds över Nordafrika och Mellanöstern.

### Gaddafi-epoken
Den 1 september 1969 genomförde en liten grupp militärer ledda av den 27-årige arméofficeren Muammar Abu Minyar al-Gaddafi en statskupp mot kung Idris. Vid den tidpunkten var Idris i Turkiet för att få läkarvård. Hans brorson, kronprins Sayyid Hasan ar-Rida al-Mahdi as-Sanussi, avsattes av de revolutionära arméofficerarna och sattes i husarrest. Samtidigt avskaffades monarkin och revolutionärerna utropade den nya Libyska arabrepubliken (Libyska arabiska Jamahiriya; Socialistiska folkliga libyska arabiska Jamahiriya). Gaddafi kallades "Broder ledare och vägvisare för revolutionen" i statliga uttalanden och i officiella medier.
Gaddafi utvecklade ett eget politiskt system som han kallade "Den tredje internationella teorin" som är en blandning av arabnationalism, islamism och socialism. Han författade Gröna boken där han sammanställde dessa idéer.
Gaddafi såg sig själv som en revolutionär ledare och under 1970- och 1980-talen använde han oljepengar för att främja sin ideologi utanför landets gränser. Libyens militära insatser misslyckades dock. Libyen var inblandat i strider i Tchad, men drevs tillbaka från norra Tchad 1987. Libyen har också stöttat internationella terroristgrupper som Röda Brigaderna och IRA. Reaktioner från USA blev att de från 1980 inte hade någon ambassadpersonal i Libyen och stängde sin Libyenambassad 1981.
USA anklagade Libyen för att ligga bakom diskoteksbombningen i Västberlin 1986 där en civil turkiska och två amerikanska soldater dödades. Libyen hävdade å sin sida att de inte hade något med detta att göra. Som vedergällning beordrade USA:s president Ronald Reagan flygbombning av två libyska städer . I bombningarna dödades 30-100 personer (inklusive Muammar Khadaffis tvååriga adoptivdotter) och cirka 250 skadades.
FN beslutade om sanktioner mot Libyen 1992. Sanktionerna avbröts i april 1999 och upphävdes slutligt i september 2003. Detta efter att Gaddafi hade deklarerat att han skulle delta i kampen mot fundamentalistiska islamister som ex. rörelsen Libyan Islamic Fighting Group  som leds av al-Libis som började sin militära bana i Libyen och som är dödsfiende till Gaddafi. Libyen var första land att utfärda en häktningsorder genom Interpol efter Usama bin Ladin 1998.
Libyen tog också på sig ansvaret för en rad terrorattacker man tidigare nekat till (Lockerbieattentatet, bombningen av UTA Flight 772 och diskoteksbombningen i Västberlin 1986) och betalade ut kompensation till offren och deras överlevande som en del i normaliseringsprocessen.
Libyska tjänstemän genomförde ekonomiska reformer som ett inslag i en bredare kampanj för att återintegrera landet i den globala kapitalistiska ekonomin. Denna ansträngning fick fart när FN:s sanktioner hävdes i september 2003, och då Libyen i december 2003 tillkännagav att det skulle överge planerna på att utveckla massförstörelsevapen.
Bland de marknadsinriktade reformernas inledande steg kan nämnas ansökan om medlemskap i Världshandelsorganisationen, begränsning av subsidier, och tillkännagivande av planer på privatisering. Den icke-oljerelaterade tillverkningssektorn och byggnadssektorn, vilka stod för omkring 20 % av BNP, utökades från att framställa mestadels jordbruksprodukter till att omfatta produktion av petrokemiska varor, järn, stål och aluminium.
Under premiärministrarna Shukri Ghanem och premiärministern Baghdadi Mahmudi genomgick Libyen en ekonomisk boom. Många internationella oljeföretag återvände till landet, däribland oljejättarna Shell och ExxonMobil. Turismen ökade, vilket ledde till ökad efterfrågan på hotell och kapacitet på flygplatser som Tripoli International. En renovering av libyska flygplatser för många miljoner dollar godkändes av regeringen för att hjälpa till att möta denna efterfrågan. Landet besöktes 2004 av 100 000 personer årligen. Libyens regering hoppades kunna öka detta antal till 10 000 000 turister.
USA återupprättade fullständiga diplomatiska förbindelser med Libyen och strök 2006 landet från sin lista över stater som påståtts stödja terrorism.< Denna välvilliga inställning till Libyen och Gaddafi från västvärldens sida försvann dock under 2011.

### Det första libyska inbördeskriget och Gaddafis fall 2011
Se även: Libyen FL01 och Libyen FL02

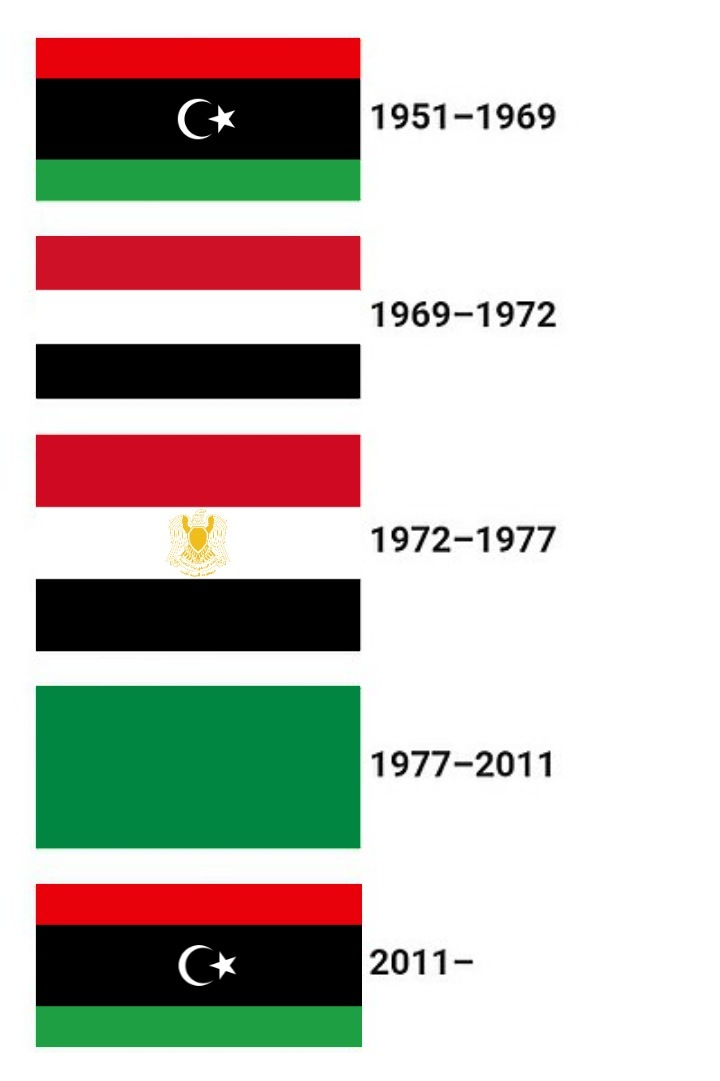
Libyens historiska flaggor.

Den arabiska våren 2011 innebar omfattande protester bland det libyska folket mot Gaddafis regim. Regeringen försökte slå ner dessa protester med våld. Våldsamheterna intensifierades till ett fullskaligt inbördeskrig, i vilket NATO med flera ingrep med flygstyrkor mot Gaddafi. NTC intog den 20 oktober 2011 den gamla regimens sista fäste Surt där Gaddafi dödades. Tre dagar senare förklarade NTC inbördeskriget avslutat.
Det Nationella övergångsrådets tog kontroll över Libyen, och Förenta Nationerna (FN) erkände rådet som landets legitima företrädare.

### Efter Gaddafi
Val till ett provisoriskt parlament hölls i juli 2012. Största parti blev Nationella styrkornas allians följt av Muslimska brödraskapets politiska gren Rättvise- och uppbyggnadspartiet. Men majoriteten av mandaten gick till oberoende ledamöter. NTC meddelade att en konstitution inte skulle antas av det provisoriska parlamentet utan istället skulle en ny konstitution efter nästkommande val. NTC lämnade över makten till det provisoriska parlamentet i augusti 2012. Det provisoriska parlamentet hade svårt att hålla konflikten under kontroll och i september genomförde en av Al-Qaidas undergrupper, Ansar al-Sharia, en attack mot amerikanska ambassaden i Benghazi. Den amerikanska ambassadören och tre andra anställda avled i attacken. Parlamentet ifrågasattes och konflikterna mellan de väpnade grupperna eskalerade. I oktober 2013 kidnappades den sittande premiärministern Ali Zeidan, han släppte dock oskadd efter en kort tid.
I mitten av 2014 hade det provisoriska parlamentet splittras i flera grupper som tävlade mot varandra. I maj 2014 genomfördes Operation Dignity, en insats mot islamister i östra Libyen samt ett försök till en kupp mot parlamentetsbyggnaden i Tripoli, under ledning av den självutnämnda armén LNA. I ett försök att dämpa konflikten utlystes parlamentsval i juni 2014. Valdeltagandet blev lågt, endast 20 procent av de röstberättigade deltog. De islamistiska partierna underkände valet och landets högsta domstol förklarade senare det nya parlamentet för grundlagsstridigt. Men omvärlden erkände både det nya parlamentet och den nya regeringen.

Islamiska staten i Libyens maximala utbredning, sommaren 2015.

År 2014 svor tre av de de islamistiska grupperna i landet trohet till Islamiska staten (IS) och dess kalif Abu Bakr al-Baghdadi. Grupperna kom att kallas Tripoli-provinsen, Barqa-provinsen, och Fezzan-provinsen. IS-grupperna uppskattades 2015 ha cirka 5 000 medlemmar, och lyckades då erövra Gaddafis hemstad Sirt och flera andra mindre orter. Man tog även kontroll över Gardabyaflygplatsen och stora konstgjorda floden, världens största bevattningsprojekt. Människor under deras kontroll blev föremål för bland annat massavrättningar, prygel, och lönnmord.
Från 2014 till 2020 rådde åter inbördeskrig, där de olika sidorna kämpade om makten. Ungefär en tredjedel av befolkningen hade i september 2015 flytt undan kaoset och striderna i Libyen.
Islamiska staten i Libyen blev föremål för amerikanska luftangrepp, och i november 2015 dödades ledaren Abu Nabil i ett av dessa flyganfall. Några månader senare lyckades militärofficeren Khalifa Haftar med franskt luftunderstöd ta delar av Benghazi som länge kontrollerats av Islamiska staten, och efter att organisationen snart även tvingades ut ur Derna ansågs de vara kraftigt försvagade och endast en mindre spelare i det pågående inbördeskriget. I december 2016 drevs deras krigare ut från Sirte, styrkornas sista riktiga fäste i Libyen, av den libanesiska armén med amerikanskt luftunderstöd. Sedan de drevs ut ur Sirte har Islamiska staten i Libyen alltjämt utfört terrordåd, men i mycket mindre skala. Detta till följd av avsaknaden av finansiella muskler, rekryteringsförmåga, och propagandaresurser.
Säkerhetsläget i Libyen under inbördeskriget var allvarlig, situationen förvärrades kontinuerligt och risken för terroristattacker och kidnappningar av utländska medborgare var stor. Ökad instabilitet resulterade tidvis i intensiva strider bland annat i Tripoli och Benghazi, men även i övriga landet. ISIL kontrollerade tidigare kuststaden Sirte men libyska styrkor fick från början av 2017 åter kontroll över staden. Attacker mot både libyska och utländska mål förekom. Internationella flygplatser och hamnar var också föremål för attacker. Resor landvägen till Tunisien och Libyen innebar betydande risker, om så inte skedde organiserat och under beskydd. De internationella flygplatserna, inklusive dessa i Tripoli och Benghazi, kunde öppnas och stängas med kort varsel.
I oktober 2020 nåddes en överenskommelse om vapenvila, men vapenvilan har varit skör. Säkerhetsläget i Libyen är trots vapenvilan dock fortsatt komplicerat och oförutsägbart. En fredsprocess pågår, men det finns många svårigheter.

## Geografi

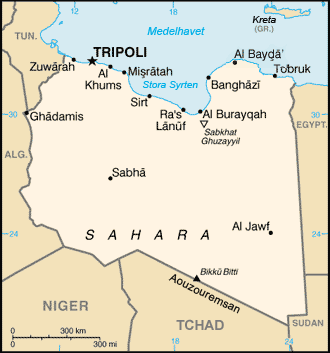
Libyen

Libyen sträcker sig över 1 759 540 kvadratkilometer, vilket gör det till det 17:e största landet i världen till ytan. Libyen är något mindre än Indonesien, och ungefär lika stort som den amerikanska delstaten Alaska. Det gränsar i norr till Medelhavet, i väster till Tunisien och Algeriet, i sydväst till Niger, i söder till Tchad, i sydöst till Sudan och i öster till Egypten. Med 1770 kilometer är Libyens kuststräcka den längsta i något afrikanskt land med Medelhavskust.

### Topografi
Huvudsakligen består Libyen av öken och halvöken. Vid Medelhavskustremsan ligger långsträckta oaser och saltmarskland. Den smala kustremsan delas upp i två delar av Syrtenöknen.
Libyska öknen, som täcker stora delar av östra Libyen, är en av de torraste platserna på jorden. På vissa ställen kan det gå årtionden utan regn och till och med i högländerna regnar det bara sporadiskt, en gång vart femte till tionde år. I Uweinat var det senaste dokumenterade regnet i september 1998. Det finns en stor depression, Qattarasänkan, strax söder om det nordligaste stupet, med Siwaoasen vid västligaste ytterkant. Sänkan fortsätter i grundare form västerut, till oaserna Jaghbub och Jalo.
På samma sätt kan temperaturen i den libyska öknen vara extrem. År 1922 uppmättes en lufttemperatur på 57,8 °C i orten Al-Azizyah, som ligger väster om Tripoli. Detta anses allmänt som den högsta uppmätta naturligt förekommande lufttemperaturen på jorden.
Det finns några utspridda obebodda små oaser, som vanligen är anslutna till de större sänkorna, där det går att hitta vatten genom att gräva någon meter djupt. I väster finns en vitt utspridd grupp oaser i olänkade grunda sänkor, Kufragruppen, som består av Tazerbo, Rebiana och Kufra. Förutom stupen avbryts den allmänna plattheten endast av en serie platåer och massiv nära mitten av Libyska öknen, runt punkten där Egyptens, Sudans och Libyens gränser möts.
Några längre söderut ligger massiven Arkenu, Uweinat och Kissu. Dessa granitberg är mycket gamla och bildades långt före sandstenen runt omkring dem. Arkenu och Västra Uweinat är ringkomplex mycket lika de i Aïr. Östra Uweinat (den högsta punkten i Libyska öknen) är en sandstensplatå som ligger i anslutning till granitdelen längre västerut. Slätten norr in Uweinat är fläckad med eroderade vulkaniska formationer.
När olja upptäcktes på 1950-talet upptäcktes också en massiv akvifär under en stor del av landet. Vattnet i denna akvifär är äldre än de senaste istiderna och Saharaöknen själv. Landet huserar också Arkenukratrarna, dubbla nedslagskratrar som finns i öknen.

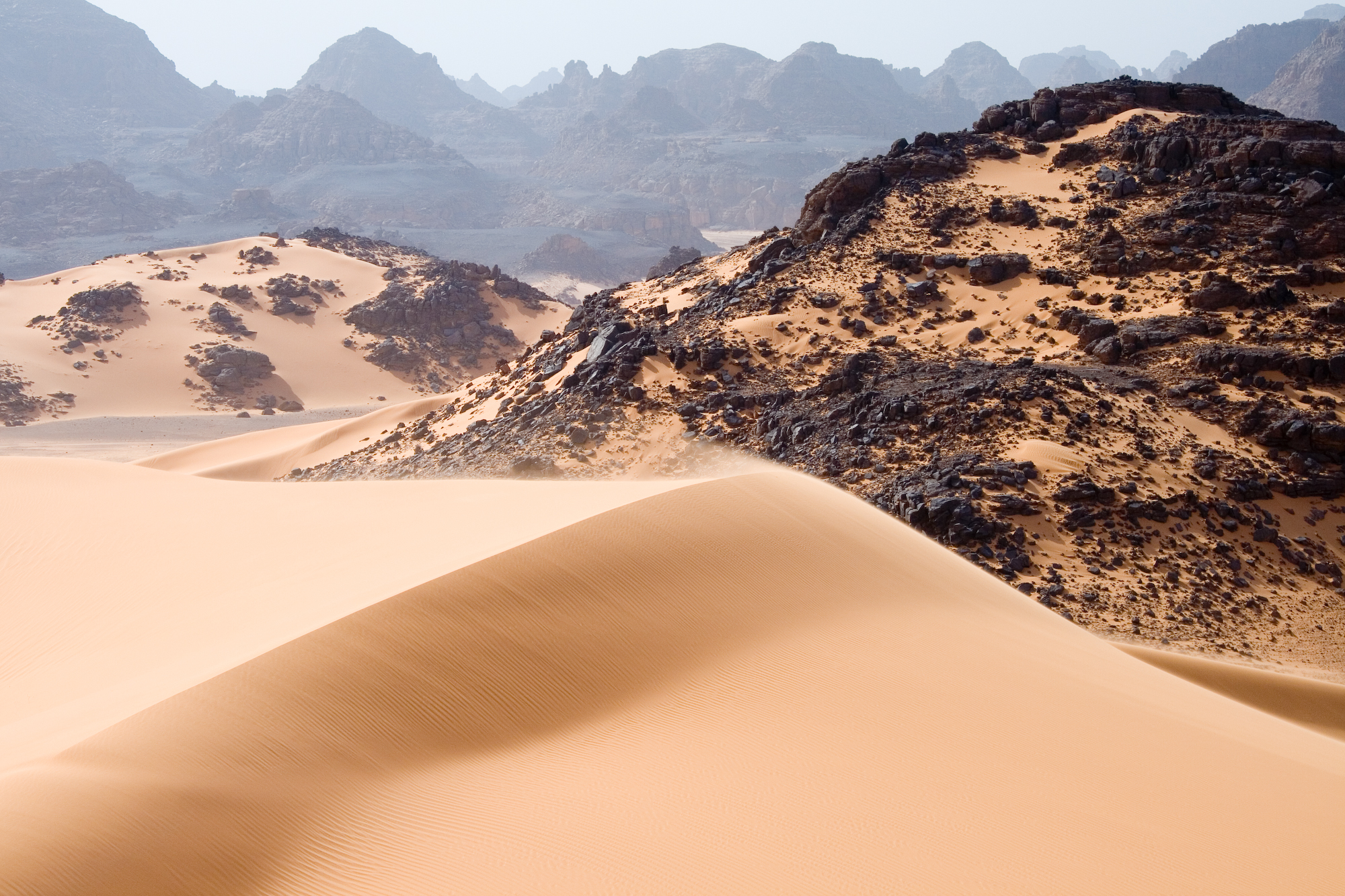
Rörliga sanddyner i Tadrart Acacus
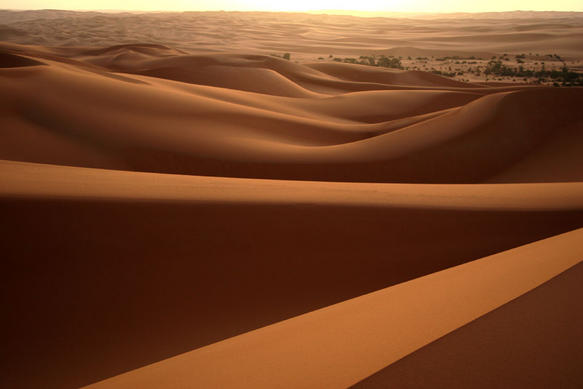
Ökenlandskap i Libyen. 90 % av landet är öken
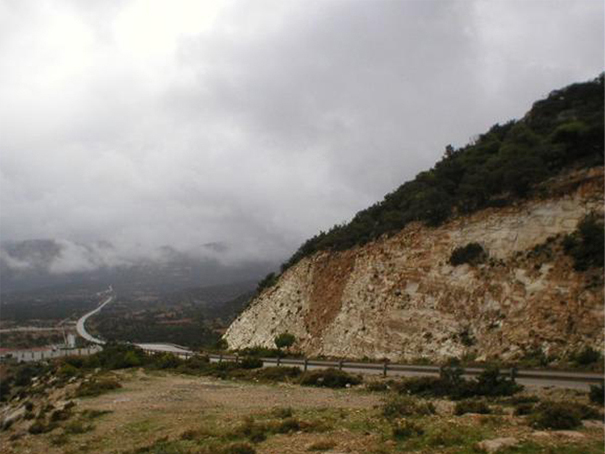
Al Jabal al Akhdar nära Benghazi är Libyens fuktigaste region med en årsnederbörd på omkring 500 millimeter.

### Hydrografi
Permanenta floder saknas i landet. Det finns dock åtskilliga periodiskt vattenförande flodfåror, s.k. wadi.

### Klimat
Klimatet är mestadels torrt och ökenliknande. De nordligare regionerna har dock ett mildare medelhavsklimat som också kallas för stäppklimat.
Under vår och höst blåser en het, torr, sandmättad sirocco (i Libyen kallad gibli), en sydlig vind som varar mellan en och fyra dagar. Sandstormar förekommer året runt. Oaser finns spridda runtom i Libyen. Bland de viktigaste är Ghadames och Kufra. Mer än 90 % av landets yta är öken eller halvöken. Libyens lägsta punkt är Sabkhat Ghuzayyil, 47 meter under havsnivån.

### Naturskydd och miljöproblem
Enligt uppgifter från år 2022 var de största miljöproblemen ökenspridning, begränsade naturliga sötvattenresurser, vattenföroreningar samt att Libyens kust och Medelhavet hotades av en kombination av avloppsvatten, oljebiprodukter och industriavfall.
I syfte att komma tillrätta med problemet med avsaknad av färskvatten hade världens största vattenutvecklingsprojekt, den "stora konstgjorda floden" eller Great Man-Made River, påbörjats. Projektet innebär att man ska kunna pumpa vatten från stora reservoarer, akvifärer, under Sahara och ut till städerna vid kusten.

## Styre och politik

### Administrativ indelning

Libyens distrikt.

Under osmanernas välde var landet uppdelat i de tre delarna Tripolitanien, Cyrenaika och Fezzan. 
Libyen var senare indelat i flera guvernement (muhafazat) innan det istället uppdelades på 25 kommuner (baladiyat). 2004 indelades Libyen i trettiotvå sha'biyah. 2007 omorganiserades dessa till tjugotvå; Al Butnan, Darnah, Al Jabal al Akhdar, Al Marj, Benghazi, Al Wahat, Al Kufrah, Surt. Murzuq, Sabha, Wadi Al Hayaa, Misratah, Al Murgub, Tarabulus, Al Jfara, Az Zawiyah. An Nuqat al Khams, Al Jabal al Gharbi, Nalut, Ghat, Al Jufrah och Wadi Al Shatii.

### Politik

#### Tidigare inrikespolitik

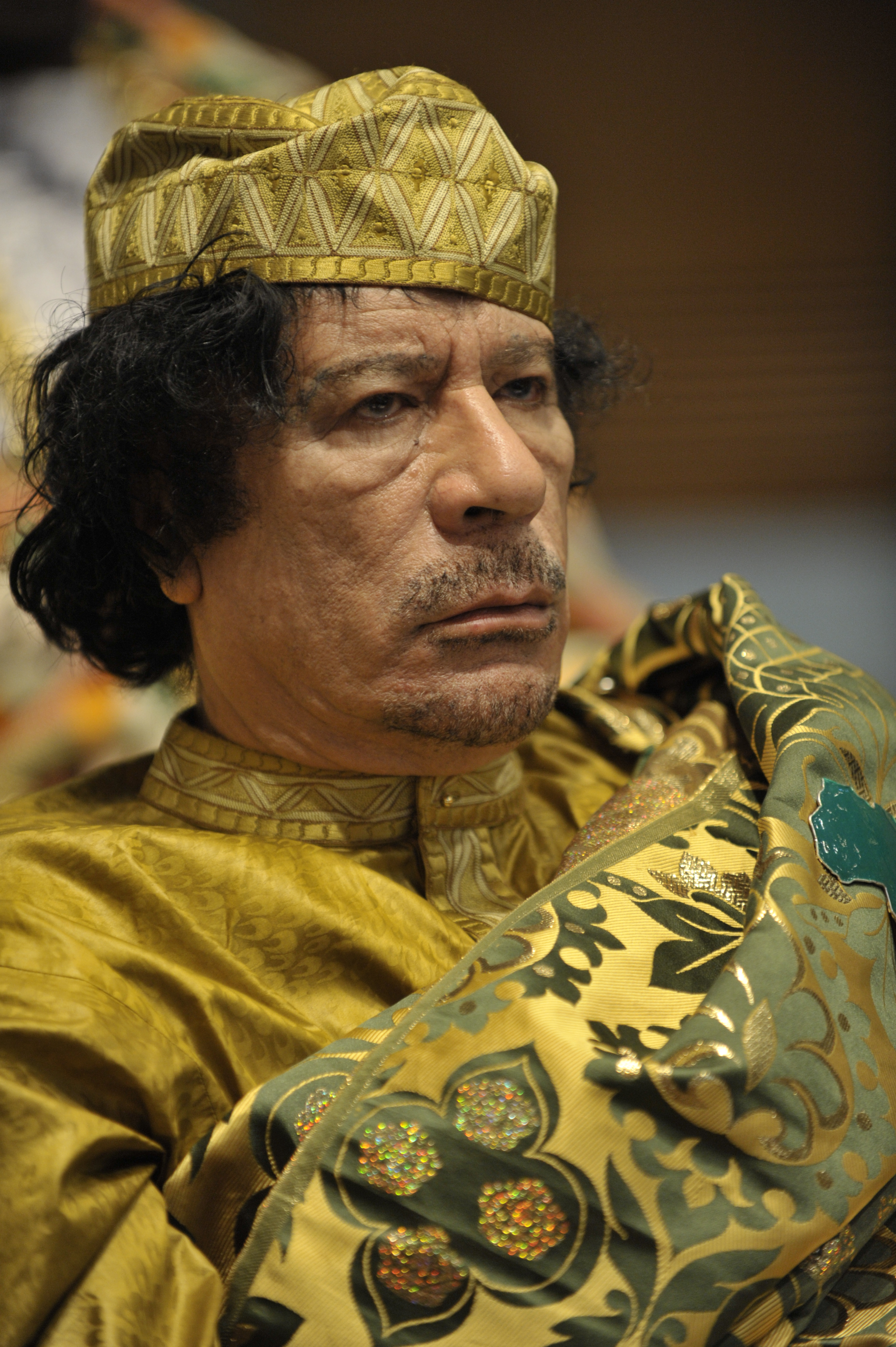
Muammar al-Gaddafi, Libyens ledare mellan 1969 och 2011.

Det fanns två statsgrenar i Libyen. Den ”revolutionära sektorn” bestod av revolutionsledaren Gaddafi, revolutionskommittéerna och de återstående medlemmarna av det tolvhövdade Revolutionära kommandorådet, som upprättades 1969. Det historiska revolutionära ledarskapet var inte valt och kunde inte röstas bort. De innehade makten på grund av sin roll i revolutionen.
Den lagstiftande grenen av staten bestod av lokala folkkongresser i vart och ett av stadsdistrikten, 32 Sha’biyat-folkkongresser för regionerna och den nationella Allmänna folkkongressen. Dessa lagstiftande organ representerades av motsvarande verkställande organ (lokala folkkommittéer, Sha'biyat-folkkommittéer och den nationella allmänna folkkommittén/regeringen). Vart fjärde år valde medlemmarna av de lokala folkkongresserna sina ledare och sekreterare till folkkommittéerna, ibland efter många debatter och en kritisk omröstning. Ledningen för den lokala folkkongressen representerade den lokala kongressen vid folkkongressen på nästa nivå. Medlemmarna av den nationella allmänna folkkongressen valde medlemmar av den nationella allmänna folkkommittén (regeringen) vid sitt förutvarande årliga möte.
Gaddafiregeringen kontrollerade både statliga och halvautonoma medier. I fall som involverade kränkning av ”vissa tabun” har den privata pressen blivit censurerad, fastän artiklar som var kritiska mot politiska inriktningar har efterfrågats och avsiktligt publicerats av det revolutionära ledarskapet självt som ett sätt att inleda reformer.
Politiska partier förbjöds 1952. Enligt en lag från 1971 är det tillåtet att bilda icke-statliga organisationer. Dessa måste dock rätta sig efter revolutionens mål och därför är de få jämfört med de i grannländerna. Fackföreningar finns inte, men många yrkessammanslutningar är integrerade i statsstrukturen som en tredje pelare, vid sidan av folkkongresserna och folkkommittéerna. Dessa sammanslutningar har inte strejkrätt. Yrkessammanslutningar skickar delegater till allmänna folkkongressen där de har ett representativt mandat.

### Internationella relationer

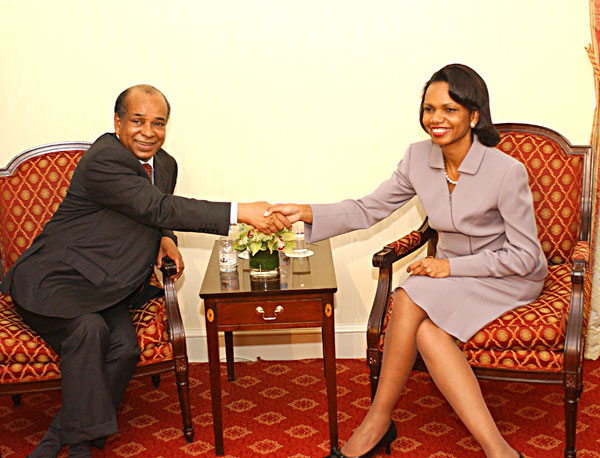
Libyens förra utrikesminister Abd al-Rahman Shalgam med sin amerikanska motsvarighet Condoleezza Rice. Gaddafiregmen månade om att bli av med sin pariaställning och återinträde i det internationella samfundet.

Libyens utrikespolitik har genomgått stora fluktuationer och förändringar sedan staten utropades på julaftonen 1951. Som kungarike iakttog Libyen en definitivt provästlig hållning, men uppfattades tillhöra det konservativa traditionalistiska blocket i Arabförbundet, som landet blev medlem av 1953. Regeringen var nära allierad med Storbritannien och USA och båda dessa länder höll militärbaser i Libyen. Libyen bildade också nära band med Frankrike, Italien, Grekland, och upprättade fullständiga diplomatiska förbindelser med Sovjetunionen 1955.
Regeringen stödde den arabiska saken, inklusive självständighetsrörelserna i Marocko och Algeriet, men deltog inte mycket aktivt i Mellanösternkonflikten eller den turbulenta interarabiska politiken på 1950- och 1960-talen. Kungariket utmärktes av sin nära koppling till västerlandet, samtidigt som det förde en konservativ politik inrikes.
Efter statskuppen 1969 stängde Gaddafi amerikanska och brittiska baser och nationaliserade delvis utländska olje- och handelsintressen i Libyen. Han spelade också en viktig roll i att förespråka oljeembargon som ett politiskt vapen för att utmana västerlandet, i förhoppningen att stigande oljepris och embargo 1973 skulle övertyga västerlandet, särskilt USA, att avbryta sitt stöd för Israel. Gaddafi förkastade både Sovjetunionens kommunism och USA:s kapitalism och hävdade att han styrde en medelväg för sin regering.
På 1980-talet distanserade sig Libyen mer och mer från väst, och anklagades för att begå storskaliga statsstödda terrordåd. När bevis för libysk inblandning i en bombning mot ett diskotek i Berlin 1986 som dödade två amerikanska soldater hittades svarade USA med att genomföra en luftbombningsattack mot mål nära Tripoli och Benghazi i april 1986.
År 1991 blev libyska underrättelsetjänstagenter åtalade av federala åklagare i USA och Skottland för inblandning i bombning av Pan Am flight 103 i december 1988. Sex andra libyer ställdes inför rätta i sin frånvaro för bombningen av UTA Flight 772 1989. FN:s säkerhetsråd krävde att Libyen skulle överlämna de misstänkta, samarbeta med utredningarna om flygplansbombningarna, betala kompensation till offrens familjer och avsluta allt stöd för terrorism. Libyens vägran att samarbeta ledde till godkännande av FN:s säkerhetsråds resolution 748 den 31 mars 1992, som införde sanktioner mot landet med syftet att tvinga fram åtlydnad från Libyen. Fortsatt trots från Libyen ledde till ytterligare FN-sanktioner mot Libyen i november 1993.
År 2003, över tio år efter att sanktionerna hade införts, började Libyen göra dramatiska ändringar i sin politik gentemot västvärlden, med den öppna målsättningen att driva en avspänningspolitik mellan väst och Libyen. Libyens regering tillkännagav sitt beslut att överge sina program för massförstörelsevapen och betala kompensation till familjerna till offren från Pan Am flight 103 samt UTA Flight 772. Beslutet välkomnades av många västländer och sågs som ett viktigt steg för Libyen i riktning mot att återinträda i den internationella gemenskapen. Sedan 2003 har landet gjort ansträngningar att normalisera sina förbindelser med Europeiska unionen (EU) och USA och har till och med myntat begreppet Libyenmodellen, ett exempel som ska visa världen vad som kan åstadkommas genom förhandlingar istället för våld när det finns god vilja på båda sidor.
Den 15 maj 2006 tillkännagav USA:s utrikesdepartement att det skulle återuppta diplomatiska förbindelser med Libyen fullständigt om Libyen lade ned sina rustningsprogram. Utrikesdepartementet avförde också Libyen från sin lista över statsstödd terrorism, som landet hade funnits på i 27 år.
Den 16 oktober 2007 valdes Libyen till att ingå i FN:s säkerhetsråd i två år med början i januari 2008.

### Försvar
Libyen har skrivit på, men inte ratificerat avtal om förbud mot kärnvapenprov.

## Ekonomi och infrastruktur

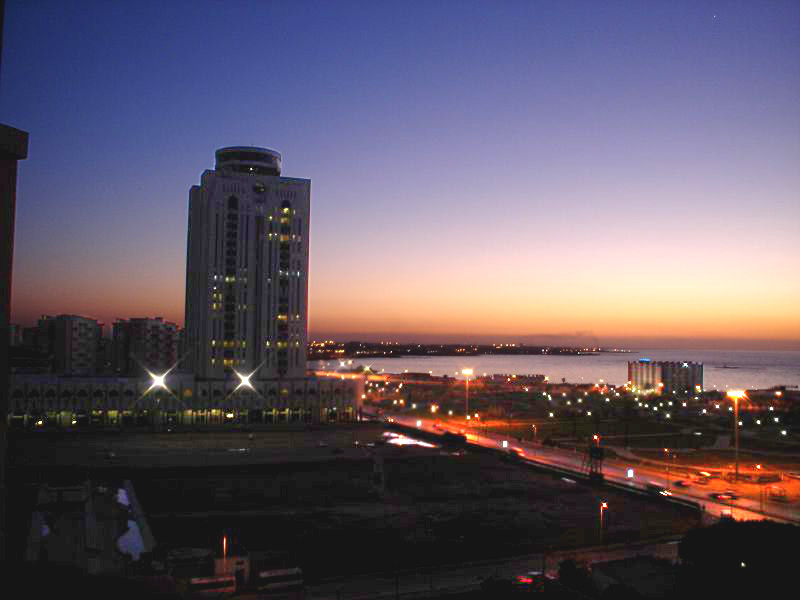
Libyens huvudstad Tripolis infrastruktur har gynnats av landets oljerikedomar.

Libyens ekonomi är främst beroende av oljebranschen, som 2007 stod för i stort sett alla exportinkomster och ungefär 25 % av BNP.
Den höga BNP:n gjorde det möjligt för den libyska staten att tillhandahålla en omfattande och imponerande nivå av social välfärdspolitik, särskilt på områdena bostäder och utbildning.

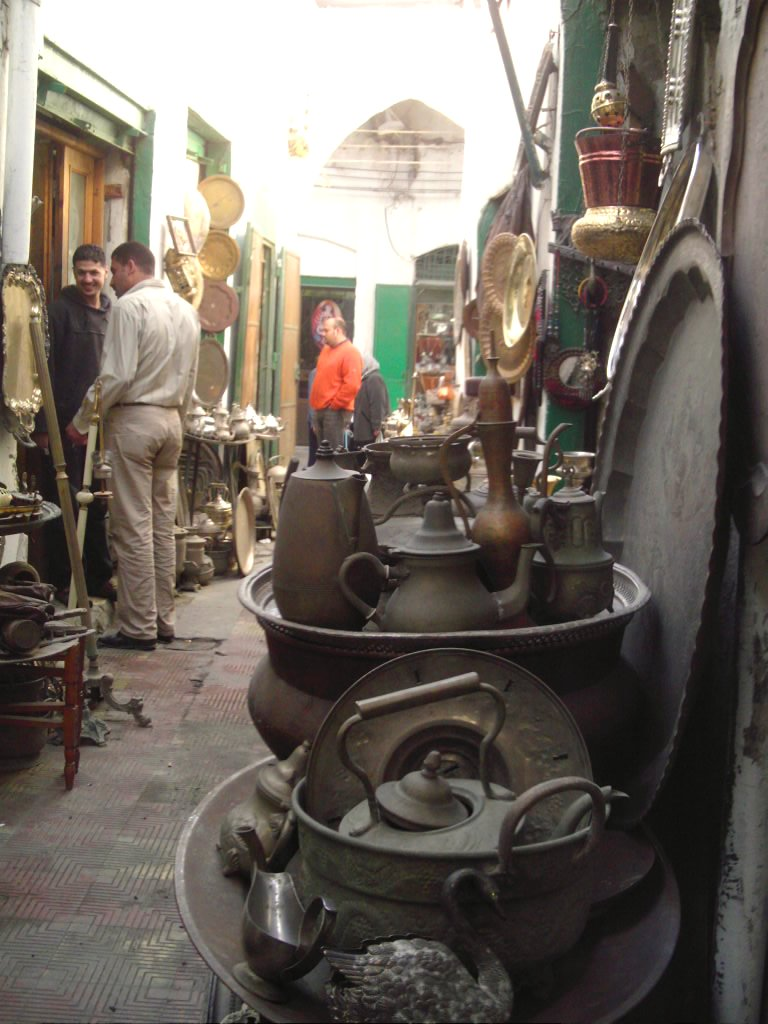
Tripolis gamla stad – (El-Madina El-Kadima) – som ligger i stadens centrum, är en av Medelhavets klassiska platser.

Jämfört med sina grannländer hade Libyen en ytterst låg nivå av både absolut och relativ fattigdom. Klimatförhållanden och dålig jordmån begränsar starkt jordbruksproduktionen, och Libyen importerade år 2007 omkring 75 % av sin mat. Vatten är också ett problem. Ungefär 28 % av befolkningen hade inte tillgång till rent dricksvatten år 2000.

### Näringsliv

#### Energi och råvaror
De främsta naturtillgångarna är petroleum, naturgas och gips.

### Infrastruktur

#### Utbildning och forskning

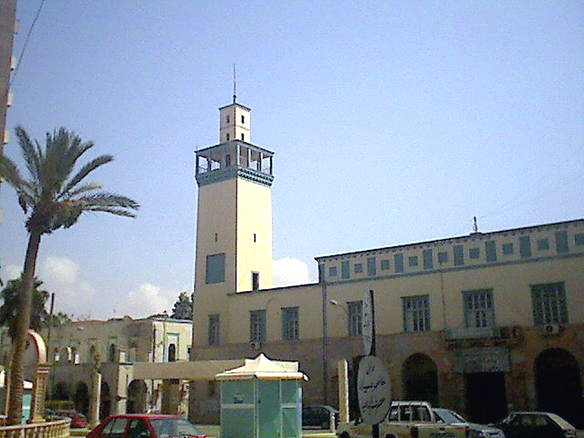
Benghazi-campus vid det tidigare Libyens universitet (Al-Jami'a al-Libiya), Libyens första universitet.

I Libyens befolkning finns 1,7 miljoner studerande, av vilka över 270 000 genomgår högre utbildning. Utbildningen i Libyen är kostnadsfri för alla medborgare, och obligatorisk upp till gymnasienivå. Nivån på läs- och skrivkunnigheten är den högsta i Nordafrika. Över 82 % av befolkningen kan läsa och skriva. Efter att Libyen blev självständigt 1951 upprättades dess första universitet i Benghazi. Under läsåret 1975/76 uppskattades antalet universitetsstudenter till 13 418. År 2004 hade detta antal ökat till över 200 000, med ytterligare 70 000 enrollerade i den högre tekniska och yrkessektorn. Den snabba ökningen i antal studenter i högre utbildning har motsvarats av en ökning i antalet högre utbildningsinstitutioner. Sedan 1975 har antalet universitet ökat från två till nio och efter att de infördes 1980 har antalet högre tekniska och yrkesinstitut ökat till dagens 84. Den högre utbildningen i Libyen är offentligt finansierad. År 1998 utgjorde utbildningsbudgeten 38,2 % av landets totala budget.
De främsta universiteten i Libyen är:
- Al Fateh-universitetet (Tripoli)
- Garyounisuniversitetet (Benghazi)

#### Järnväg
Året 1965 var Libyens järnvägsnät 350 km långt och uppdelat i en del i Tripolitanien samt en del i Cyrenaika. Att sammanlänka dessa delar längs Sidrabukten ansågs inte vara vinstbringande. Under 2000-talet ökar befolkningen betydlig och flera nya järnvägsspår har tillkommit.

## Befolkning

### Demografi

#### Urbanisering
Libyen har liten befolkning på sitt stora territorium, med en befolkningstäthet på omkring 3 personer per kvadratkilometer i de två nordliga regionerna Tripolitanien och Cyrenaika, och mindre än en person per kvadratkilometer i övriga landet. Libyen har därmed bland de lägsta befolkningstätheterna i världen. 90 % av befolkningen bor på mindre än 10 % av ytan, mestadels längs kusten. Mer än halva befolkningen bor i städer, till större del koncentrerad till de två största städerna, Tripoli och Benghazi.

#### Minoriteter
Inhemska libyer är en blandning av den berbiska ursprungsbefolkningen och de senare anlända araberna.
Det finns små tuareg- (en berberbefolkning) och tebu-stamgrupper koncentrerade i södern, som har nomadiska eller halvnomadiska livsstilar. Bland invandrarna i Libyen är de största grupperna medborgare i andra afrikanska länder, däribland nordafrikaner (främst egyptier och tunisier), och personer från subsahariska Afrika. Enligt CIA World Factbook utgör libyska berber och araber 97 % av befolkningen och de övriga 3 % är greker, malteser, italienare, egyptier, pakistanier, turkar, indier och tunisier. Befolkningens medianålder är 28,0 år och medellivslängden 76,26 år (2015).

### Språk
Det största språket i Libyen är arabiska, som också är det officiella språket. Tamazight (det vill säga berberspråk), som inte har officiell ställning, talas av libyska berber. Berbertalande bor främst i Jebel Nafusa-området i Tripolitanien, staden Zuwarah vid kusten, samt stadsoaserna Ghadames, Ghat och Awjila. Dessutom talar tuareger tamahaq, det enda kända nordliga tuaregspråket. Italienska och engelska talas ibland i storstäderna, men de italiensktalande tillhör oftast den äldre generationen.
Familjelivet är viktigt för libyska familjer, av vilka de flesta bor i höghus och andra självständiga bostadsenheter, med exakta bostadsarrangemang beroende på deras inkomst och tillgångar. De libyska araberna förde traditionellt nomadiska liv i tält, men de är nu bofasta i olika byar och städer. På grund av detta bleknar deras gamla livsstilar gradvis bort. Ett okänt litet antal libyer bor fortfarande i öknen som deras familjer har gjort i århundraden. Största delen av befolkningen är anställda i industrin och tjänstesektorn, och en liten andel i jordbruk.

### Religion
Den ojämförligt mest framträdande religionen i Libyen är islam, som 99% av befolkningen har anknytning till. Det stora flertalet libyska muslimer är anhängare av sunniislam, som är både en andlig vägledning för privatpersoner och en grundval för regeringens politik, men en minoritet (mellan 5 och 10 %) ansluter sig till ibadism (en gren av kharijism), framför allt i Jebel Nefusa och staden Zuwarah.

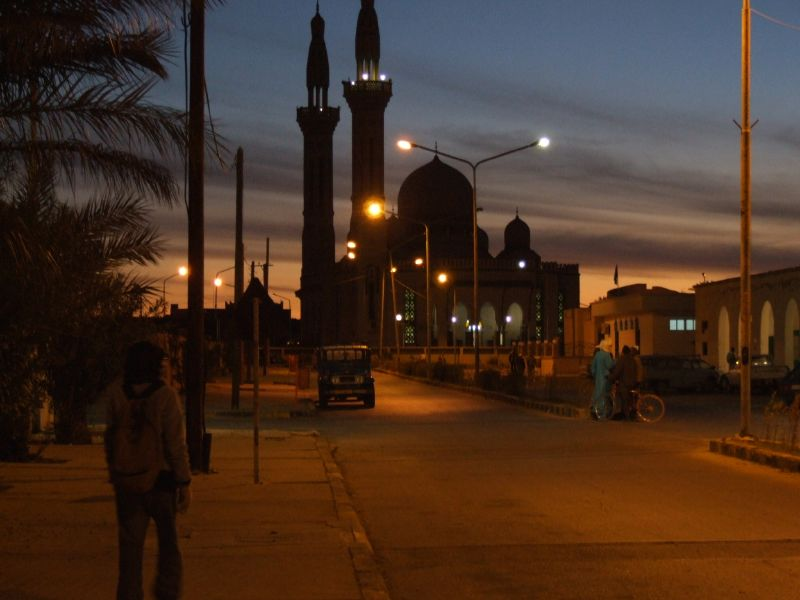
Moské i Ghadames, nära gränsen mot Tunisien och Algeriet. Omkring 97 % av libyerna är anhängare av islam.

Före 1930-talet var senussirörelsen den främsta islamiska rörelsen i Libyen. Detta var en religiös väckelse som var anpassad till ökenlivet. Dess zawaayaa (loger) återfanns i Tripolitanien och Fezzan, men sanussis inflytande var starkast i Cyrenaika. Sanussirörelsen räddade området från oroligheter och anarki och gav stambefolkningen i Cyrenaika en religiös anknytning och känslor av enighet och mening. Denna islamiska rörelse, som kom att slås sönder av både den italienska invasionen och senare Gaddafis regering, var mycket konservativ och skilde sig något från den islam som finns i Libyen idag. Gaddafi försäkrar att han är hängiven muslim, och hans regering tar en roll i att stödja islamiska institutioner och att sprida islam över hela världen. En libysk form av sufism är också vanlig i delar av landet.
Förutom den överväldigande majoriteten sunnimuslimerna finns även små kristna grupper, som nästan uteslutande består av utlänningar. Det finns en liten anglikansk gemenskap, som mestadels utgörs av afrikanska arbetskraftsinvandrare i Tripoli. Den utgör en del av Egyptens stift. Det finns också uppskattningsvis 40 000 katoliker i Libyen, vilka betjänas av två biskopar, en Tripoli (för den italienska gruppen) och en i Benghazi (för den maltesiska folkgruppen).
Libyen var tills nyligen hem för en av de äldsta judiska gemenskaperna i världen, som åtminstone funnits sedan 300 f.Kr. En serie pogromer med början i november 1945 varade i nästan tre år och reducerade Libyens judiska befolkning drastiskt. År 1948 fanns ungefär 38 000 judar kvar i landet. När Libyen hade blivit självständigt 1951 emigrerade större delen av den judiska folkgruppen. Efter Sexdagarskriget 1967 tvingades alla judar att fly sånär som på ungefär 100 personer.

### Sociala förhållanden
Enligt USA:s utrikesdepartements årliga rapport om mänskliga rättigheter för 2004 hade Libyens auktoritära regim fortfarande allvarliga brister vad gäller mänskliga rättigheter. Några av de många och allvarliga övergreppen från staten var dåliga förhållanden i fängelser, godtyckliga arresteringar, fångar som hålls incommunicado, samt politiska fångar som hålls i många år utan anklagelse eller rättegång. Rättsväsendet kontrollerades av staten, och det fanns ingen rätt till en rättvis offentlig rättegång. Libyerna hade inte heller rätten att byta ut sin regering. Yttrandefrihet, pressfrihet, mötesfrihet och religionsfrihet var begränsade, och oberoende människorättsorganisationer var förbjudna. Etniska minoritetsgrupper och minoritetsstammar diskriminerades, och staten begränsade utländska arbetares arbetsrättigheter.
Freedom House rankade 2019 de politiska rättigheterna i Libyen som "7" (där 1 representerar mest fri och 7 minst fri), medborgerliga friheter som "6" och gav det frihetsrankningen "Inte fri".

## Kultur

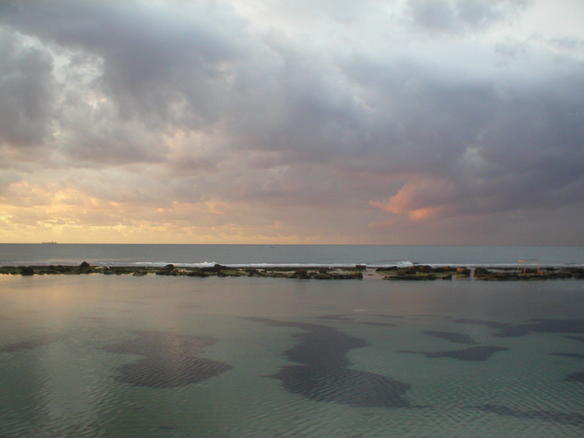
Kustlinjen i Benghazi, Libyens näst största stad. Libyen har den längsta medelhavskusten bland Afrikas länder. De mestadels oförstörda stränderna är en social samlingsplats.

Libyen är kulturellt likt sina grannländer i Maghreb. Libyerna anser sig i stor utsträckning vara en del av en större arabisk gemenskap. Den libyska staten tenderar att stärka denna känsla genom att ha arabiska som det enda officiella språket och förbjuder undervisning i och till och med användning av berberspråk. Libyska araber har ett arv i de nomadiska beduinernas traditioner och associerar sig med en viss beduinsk stam.
Liksom andra länder i arabvärlden har Libyen få teatrar eller konstgallerier. I många år har det inte funnits några offentliga teatrar och bara ett litet antal biografer som visar utländska filmer. Folkkulturtraditionen är fortfarande levande och välmående och grupper utför musik och dans vid återkommande festivaler både i Libyen och utomlands. Det främsta innehållet i libysk TV är olika sorters traditionell libysk musik. Tuaregisk musik och dans är populära i Ghadames och i södern. Libyska TV-program är mestadels på arabiska med en halvtimmes nyhetssändning på engelska och franska varje kväll. Regeringen har sträng kontroll över alla medier. En analys utförd av Committee to Protect Journalists har kommit på att Libyens medier är de mest hårt kontrollerade i Arabvärlden. Regeringen planerar att införa privata medier.
Många libyer besöker landets stränder, samt de välbevarade arkeologiska fyndorterna, särskilt Leptis Magna som allmänt anses som en av de bäst bevarade romerska platserna i världen.
Landets huvudstad Tripoli har många museer och arkiv. Bland dessa finns regeringens bibliotek, etnografiska museet, arkeologiska museet, riksarkivet, epigrafimuseet och islamiska museet. Jamahiriyamuseet, som byggts i samråd med Unesco, kan vara landets mest kända. Den har en av de främsta samlingarna klassisk konst i medelhavsområdet.

## Internationella rankningar
| Organisation               | Undersökning              | Bedömning                                                           | Rankning   |
| -------------------------- | ------------------------- | ------------------------------------------------------------------- | ---------- |
| Reportrar utan gränser     | World Press Freedom Index | 2024 - 40,59 (0 är bäst)                                            | 143 av 180 |
| Transparency International | Korruptionsindex          | 2022 - 17 (0 anger hög grad korruption, 100 låg grad av korruption) | 171 av 180 |
| FN:s utvecklingsprogram    | Human Development Index   | 2022 - 0,746 - High human development                               | 92 av 193  |
| The Economist              | Demokratiindex            | 2023 - Authoritarian regime (skala 0-10 där 10 är bäst)             | 157 av 167 |